# Irina Loghin
Irina Loghin (née le 19 février 1939 à Gura Vitioarei) est une chanteuse et femme politique roumaine.

## Biographie
Fille d'Efrim et d'Elena, Irina Loghin grandit au sein d'une famille nombreuse, cinq frères et sœurs.
Elle est élève du Lycée des Arts de Bucarest puis poursuit ses études supérieures à l'École Populaire des Arts de Ploieşti. En 1962, elle postule comme soliste avec l'orchestre de musique folklorique Ciocârlia, de Bucarest et est choisie, aux côtés de Maria Ciobanu. En 1963, elle fait ses débuts à la radio et en 1967 fonde un duo avec Benone Sinulescu. Elle est aussi soliste des orchestres "Barbu Lăutaru" et "Ciprian Porumbescu".
En 1982, Elena Ceaușescu découvre Loghin et, jalouse de sa popularité, lui interdit toute apparition sur scène.
Elle revient sur scène après la révolution roumaine de 1989. En 1998, elle s'inscrit au Parti de la Grande Roumanie est élu en 2000 dans la județ de Dolj à la Chambre des députés. En 2004, elle est élue au Sénat dans le județ de Giurgiu. Lors de ses mandats, elle tente de défendre les artistes et les personnes âgées. Ne parvenant à imposer sa vision, elle renonce à la politique en 2008.

## Vie privée
Irina Loghin est mariée au lutteur Ion Cernea. Le couple a un fils et une fille.
Elle est végétarienne depuis les années 1970.